# Селхърст Парк
Селхърст Парк е английски футболен стадион намиращ се в Лондон. На този терен отборът на Кристъл Палас играе своите домакински мачове. Стадионът е с капацитет 26 309 души, което го нарежда като 31-вият по размери стадион в Англия. Домакинските си мачое на този стадион са играли също отборите на ФК Чарлтън Атлетик от 1985 до 1991 и ФК Уимбълдън от 1991 до 2003.